# Lu Deming

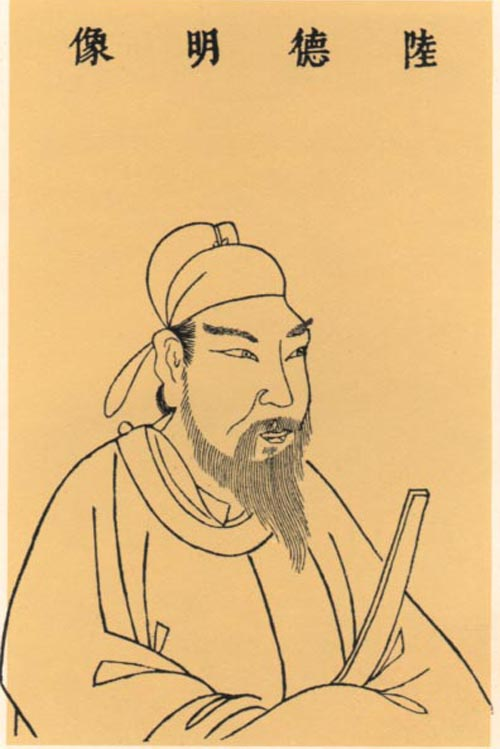
Lu Deming

Lu Deming (chinesisch 陸德明 / 陆德明, Pinyin Lù Démíng; ca. 550–630), auch  Lu Yuanlang (陸元朗,  Lù Yuánlǎng), war ein konfuzianischer Gelehrter und Philologe aus der Zeit der Tang-Dynastie. Lu Deming stammte aus Wu in Suzhou (früher der Kreis Wu (Wuxian) von Suzhou). In seinem Buch Jingdian shiwen 经典释文 führte er für seine Untersuchungen  Kommentare und Anmerkungen von etwa 230 Gelehrten aus der Zeit der Han-, Wei- und Nördlichen und Südlichen Dynastien an. Es enthält Anmerkungen zu den konfuzianischen Klassikern und auch daoistischen Texten (Laozi und Zhuangzi), einschließlich alternativer Aussprachen von Zeichen in bestimmten Kontexten.